# Симон Чиковани
Симон Чиковани (на грузински: სიმონ ჩიქოვანი) е грузински поет.
Роден е на 22 януари (9 януари стар стил) 1903 година в Наесаково, Кутаиска губерния, в благородническо семейство. Завършва гимназия в Кутаиси и филология в Тбилиския университет. Присъединява се към болшевиките, а от 1924 година публикува символистка, а след това футуристка поезия. През 30-те години се отказва от авангардизма и започва да пише пропагандни стихове, през 1941 година става партиен член, през 1944 – 1951 година ръководи казионния Съюз на писателите в Грузия.
Симон Чиковани умира на 24 април 1966 година в Тбилиси.